# Pleaux
Pleaux je naselje in občina v osrednjem francoskem departmaju Cantal regije Auvergne. Leta 1999 je naselje imelo 1.823 prebivalcev.

## Geografija
Kraj se nahaja v pokrajini Auvergne ob reki Maronne, 45 km severozahodno od Aurillaca.

## Uprava
Pleaux je sedež istoimenskega kantona, v katerega so poleg njegove vključene še občine Ally, Barriac-les-Bosquets, Brageac, Chaussenac, Escorailles, Sainte-Eulalie in Saint-Martin-Cantalès s 3.491 prebivalci.
Kanton Pleaux je sestavni del okrožja Mauriac.

## Zgodovina
Ozemlje občine Pleaux se je leta 1972 povečalo na račun ukinjenih občin Loupiac, Saint-Christophe-les-Gorges in Tourniac.

## Zanimivosti
- ruševine srednjeveškega renesančnega gradu château de Branzac iz 13. do 16. stoletja,
- hidroelektrarna Enchanet, zgrajena po drugi svetovni vojni z zajezitvijo reke Maronne.

1. ↑  »Populations légales 2016«. Nacionalni inštitut za statistične in gospodarske raziskave. Pridobljeno 25. aprila 2019.